# 田上富久
田上富久（日语：／ Taue Tomihisa）（1956年12月10日—）是一名日本政治家，2007年起擔任長崎縣長崎市市長。

## 生平
1956年出生于長崎縣五島市，1980年九州大学法学部畢業後、10月長崎市役所入庁，在本島等、伊藤一長兩市長治下工作達三十年。在伊藤一長2007年被行刺後，他在接下來的2007年長崎市長選舉中擊敗西日本新聞記者橫尾誠成功當選。

## 參與2017年諾貝爾和平獎
2017年，國際廢除核武器運動（ICAN）獲得諾貝爾和平獎。日本出身的廣島原爆倖存者瑟羅節子（舊性中村）代表領獎。廣島市市長松井一實、長崎市市長田上富久以及日本被團協皆出席觀禮。